# Leichtathletik-Europameisterschaften 1974/400 m der Männer

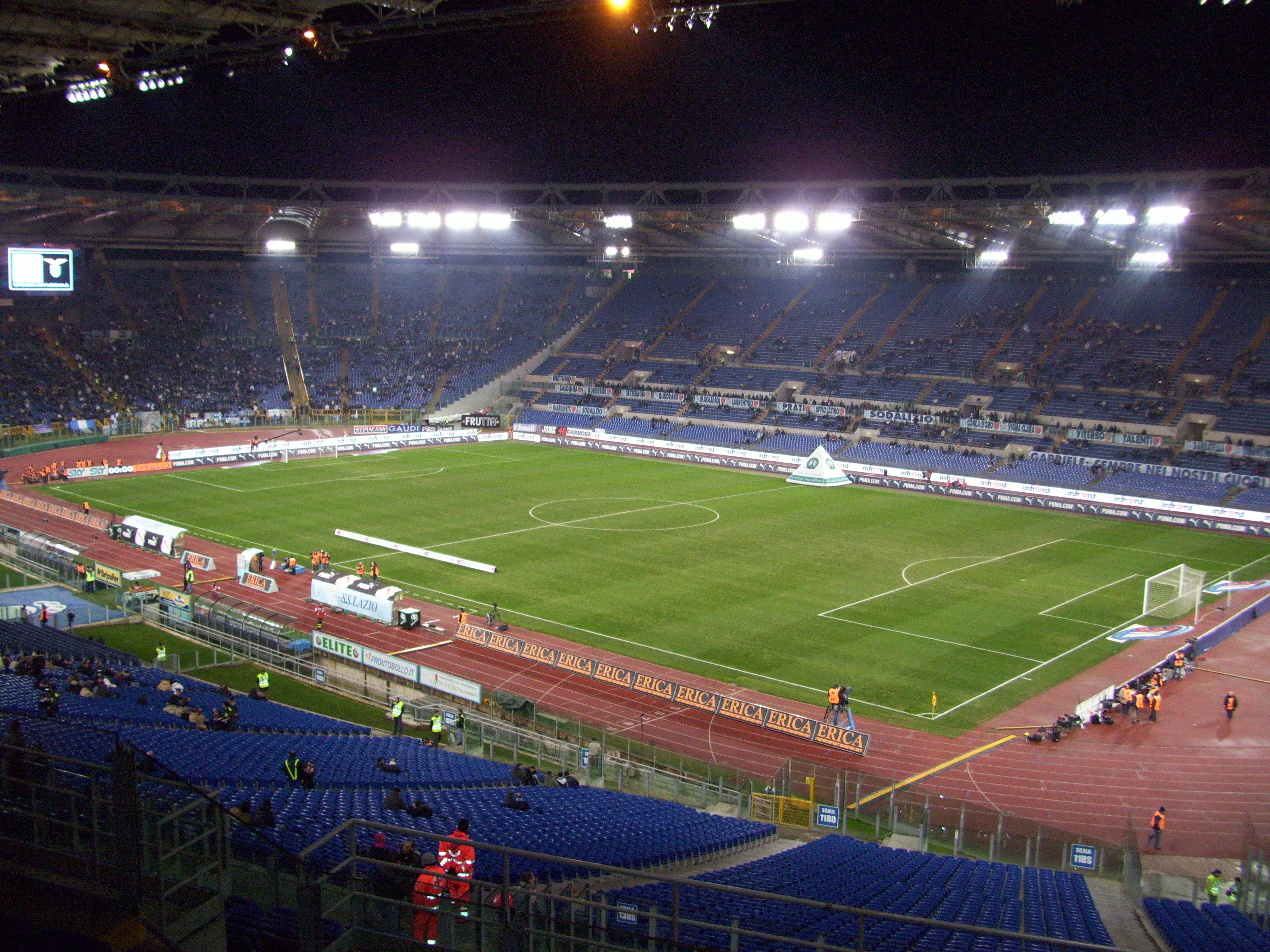
Das Olympiastadion von Rom im Jahr 2009

Der 400-Meter-Lauf der Männer bei den Leichtathletik-Europameisterschaften 1974 wurde vom 2. bis 4. September 1974 im Olympiastadion von Rom ausgetragen.
Die bundesdeutschen Läufer errangen mit Gold und Bronze zwei Medaillen in diesem Wettbewerb. Europameister wurde der Europarekordler Karl Honz. Er siegte vor dem britischen Titelverteidiger David Jenkins. Bronze ging an Bernd Herrmann.

## Rekorde
Vorbemerkung:

In diesen Jahren gab es bei den Bestleistungen und Rekorden eine Zweiteilung. Es wurden nebeneinander handgestoppte und elektronisch ermittelte Leistungen geführt. Die offizielle Angabe der Zeiten erfolgte in der Regel noch in Zehntelsekunden, die bei Vorhandensein elektronischer Messung gerundet wurden. Allerdings verlor der in Zehntelsekunden angegebene Rekord immer mehr an Bedeutung. Ab 1977 hatte das Nebeneinander der Bestzeiten ein Ende, von da an wurde nur noch der elektronische gemessene und in Hundertstelsekunden angegebene Wert als Rekord gelistet.

### Offizielle Rekorde – Angabe in Zehntelsekunden

#### Bestehende Rekorde
| Weltrekord           | 43,8 s | Lee Evans     | OS Mexiko-Stadt, Mexiko                     | 18. Oktober 1968 |
| Europarekord         | 44,7 s | Karl Honz     | München, BR Deutschland (heute Deutschland) | 21. Juli 1972    |
| Meisterschaftsrekord | 45,5 s | David Jenkins | EM Helsinki, Finnland                       | 13. August 1971  |

#### Rekordverbesserung
Der bundesdeutsche Europameister Karl Honz verbesserte den bestehenden EM-Rekord im Finale am 4. September um fünf Zehntelsekunden auf 45,0 s.

### Elektronisch gemessene Rekorde

#### Bestehende Rekorde
| Weltrekord           | 43,86 s | Lee Evans     | OS Mexiko-Stadt, Mexiko                     | 18. Oktober 1968 |
| Europarekord         | 44,70 s | Karl Honz     | München, BR Deutschland (heute Deutschland) | 21. Juli 1972    |
| Meisterschaftsrekord | 45,45 s | David Jenkins | EM Helsinki, Finnland                       | 13. August 1971  |

#### Rekordverbesserung
Der bundesdeutsche Europameister Karl Honz verbesserte den bestehenden EM-Rekord im Finale am 4. September um fünf Zehntelsekunden auf 45,0 s.

## Legende
- CR: Championshiprekord

## Vorrunde
2. September 1974
Die Vorrunde wurde in drei Läufen durchgeführt. Die ersten vier Athleten pro Lauf – hellblau unterlegt – und die darüber hinaus vier zeitschnellsten Läufer qualifizierten – hellgrün unterlegt – sich für das Halbfinale.

### Vorlauf 1
| Platz | Name                   | Nation         | Zeit (s) |
| ----- | ---------------------- | -------------- | -------- |
| 1     | Horst-Rüdiger Schlöske | BR Deutschland | 45,92    |
| 2     | Alfons Brydenbach      | Belgien        | 46,00    |
| 3     | Francis Demarthon      | Frankreich     | 46,11    |
| 4     | Andreas Scheibe        | DDR            | 46,38    |
| 5     | Per-Olof Sjöberg       | Schweden       | 46,63    |
| 6     | Roger Jenkins          | Großbritannien | 46,78    |
| 7     | Roman Siedlecki        | Polen          | 47,35    |

### Vorlauf 2
| Platz | Name                   | Nation         | Zeit (s) |
| ----- | ---------------------- | -------------- | -------- |
| 1     | Bernd Herrmann         | BR Deutschland | 46,30    |
| 2     | Markku Kukkoaho        | Finnland       | 46,38    |
| 3     | Jürgen Utikal          | DDR            | 46,44    |
| 4     | Toine van den Goolberg | Niederlande    | 46,46    |
| 5     | Milorad Čikić          | Jugoslawien    | 46,68    |
| 6     | Michael Fredriksson    | Schweden       | 47,01    |
| 7     | Stephen Marlow         | Großbritannien | 48,71    |

### Vorlauf 3
| Platz | Name             | Nation         | Zeit (s) |
| ----- | ---------------- | -------------- | -------- |
| 1     | Ossi Karttunen   | Finnland       | 46,50    |
| 2     | David Jenkins    | Großbritannien | 46,60    |
| 3     | Erik Carlgren    | Schweden       | 46,97    |
| 4     | Karl Honz        | BR Deutschland | 46,98    |
| 5     | Josip Alebić     | Jugoslawien    | 47,41    |
| 6     | Pasqualino Abeti | Italien        | 47,80    |

## Halbfinale
3. September 1974, 18:10 Uhr
In den beiden Halbfinalläufen qualifizierten sich die jeweils ersten vier Athleten – hellblau unterlegt – für das Finale.

### Lauf 1
| Platz | Name                   | Nation         | Zeit (s) |
| ----- | ---------------------- | -------------- | -------- |
| 1     | Karl Honz              | BR Deutschland | 46,24    |
| 2     | Francis Demarthon      | Frankreich     | 46,28    |
| 3     | Markku Kukkoaho        | Finnland       | 46,29    |
| 4     | Erik Carlgren          | Schweden       | 46,51    |
| 5     | Jürgen Utikal          | DDR            | 46,62    |
| 6     | Horst-Rüdiger Schlöske | BR Deutschland | 46,64    |
| 7     | Per-Olof Sjöberg       | Schweden       | 46,68    |
| 8     | Roger Jenkins          | Großbritannien | 47,30    |

### Lauf 2
| Platz | Name                   | Nation         | Zeit (s) |
| ----- | ---------------------- | -------------- | -------- |
| 1     | David Jenkins          | Großbritannien | 45,93    |
| 2     | Ossi Karttunen         | Finnland       | 46,36    |
| 3     | Michael Fredriksson    | Schweden       | 46,39    |
| 4     | Bernd Herrmann         | BR Deutschland | 46,40    |
| 5     | Alfons Brydenbach      | Belgien        | 46,43    |
| 6     | Milorad Čikić          | Jugoslawien    | 47,04    |
| 7     | Andreas Scheibe        | DDR            | 47,24    |
| 8     | Toine van den Goolberg | Niederlande    | 47,40    |

## Finale
4. September 1974
| Platz | Name                | Nation         | Zeit (s) |
| ----- | ------------------- | -------------- | -------- |
| 1     | Karl Honz           | BR Deutschland | 45,04 CR |
| 2     | David Jenkins       | Großbritannien | 45,67    |
| 3     | Bernd Herrmann      | BR Deutschland | 45,78    |
| 4     | Markku Kukkoaho     | Finnland       | 45,87    |
| 5     | Ossi Karttunen      | Finnland       | 45,87    |
| 6     | Michael Fredriksson | Schweden       | 46,12    |
| 7     | Erik Carlgren       | Schweden       | 46,15    |
| 8     | Francis Demarthon   | Frankreich     | 46,90    |